# Сімон Атангана
Сімон П'єр Мвондо Атангана (фр. Simon Pierre Mvondo Atangana; нар. 10 листопада 1979, Яунде, Камерун) — камерунський футболіст, нападник. Футбольну кар'єру розпочав на батьківщині, де грав за «Фугре», «Олімпік» (Мволе) і «Тоннер» (Яунде) з перервою на виїзд у Саудівській Аравії, де грав за «Аль-Фатех». Потім переїхав до Шотландії, з яким 2000 року підписав контракт з «Данді Юнайтед». У 2002 році відправився в оренду в англійський клуб «Порт Вейл». Покинувши «Данді Юнайтед», приєднався до «Колчестер Юнайтед», а потім перейшов до нижчолігових англійських клубах «Грейс Атлетік» і «Галстід Таун». Згодом виступав у східній Європі за російські «Промінь-Енергія» та «Терек» з Грозного та білоруський «Локомотив» (Мінськ). Завершив кар'єру в 2006 році, а в 2010 році повернувся на футбольне поле, щоб грати за французький клуб «Олімпік» (Сен-Дізьє).
Атангана провів один матч за збірну Камеруну на міжнародному рівні, а також виступав за молодіжну збірну Камеруну.

## Клубна кар'єра
Народився в Яунде. Футбольну кар'єру розпочав у камерунському клубі «Фугре». У 1996 році перейшов до «Олімпік» (Мволе), де відіграв три сезони. У 1998 році приєднався до «Аль-Фатеха», але в 1999 році залишив Саудівську Аравію та повернувся на батьківщину, щоб приєднатися до «Тоннера» (Яунде). Під час виступів у «Тоннеррі» (Яунде) отримав виклик до національної збірної Камеруну, завдяки чому ним зацікавилися клуби з-за кордону.
У серпні 2000 року, після вдалого перегляду та позитивного враження на тренера Алекса Сміта, приєднався до співвітчизника Альфонса Чамі до клубу шотландської команди «Данді Юнайтед», з яким підписав довгостроковий контракт. У сезоні 2000/01 років провів 11 матчів за «Данді Юнайтед», але в травні 2001 року виставлений на трансфер після того, як не зміг потрапити до першої команди протягом восьми місяців.
Під час підготовки до сезону 2001/02 років переніс напад малярії, а в січні 2002 року, для відновлення форми, відправився в оренду до англійського клубу «Порт Вейл». Однак його перебування в «Валіантс» було перервано через травму підколінного сухожилля, яка завершилася лише через 37 хвилин гри проти «Вікем Вондерерз», а до того зіграв лише 45 хвилин. У квітні 2002 року, після дванадцяти виступів у всіх змаганнях, «Данді Юнайтед» розірвав угоду з камерунцем. 
Після виходу з «Данді Юнайтед» Атангана повернувся до Англії, щоб у листопаді 2002 року приєднатися до «Колчестер Юнайтед», з яким підписав тижневий контракт. 26 грудня у матчі проти «Пітерборо Юнайтед» отримав ще одну травму підколінного сухожилля, яка залишила його на місяць, після того, як він відзначився сімома голами у семи резервних матчах.
Влітку 2003 року, після 6-ти зіграних матчів, «Колчестер» надав Сімону статус вільного агента після того, як стало відомо, що йому не запропонують довгостроковий контракт. Він приєднався до нижчолігового клубу «Грейс Атлетік» та відзначився єдиним голом у своєму дебютному матчі проти «Чешем Юнайтед», завдяки чому здобув «Грейс» здобув перемогу (1:0). Згодом приєднався до «Галстід Тауна», в яких забив 10 м'ячів у 19 матчах за клуб. Граючи за «Голстід», побував на перегляді в клубах у Франції та здійснив 3200-мильну поїздку туди й назад до Туреччини на перегляд в «Істанбулспор».
У 2004 році перейшов до російського клубу «Промінь-Енергія», де став улюбленцем уболівальників та отримав прізвисько «Максимка». У «Промені» провів 1 сезон, відзначився 11-ма голами у 39 матчах й отримав звання найкращого іноземного футболіста Першого російського дивізіону, після чого придбаний клубом «Тереком», але на тренувальному зборі не сподобався тренерському штабу команди, у підсумку грав дуже мало, провів 11 матчів. У червні відданий в оренду білоруському «Локомотиву». У червні 2005 року за 10 хвилин відзначився хет-триком у воротах БАТЕ, але потім його результативність знизилася, а загалом відзначився п'ятьма голами у десяти матчах. Після закінчення сезону повернувся до «Терека» й провів за клуб весь наступний сезон, провів 33 матчі, в яких забив 9 м'ячів. Проте «Терек» не захотів продовжувати контракт із футболістом, й камерунець зайнявся пошуками нової команди, побував на перегляді у «Металургу», але тренерському штабу не сподобався. Взимку 2009 року намагався влаштуватися до «Динамо» з Брянська, але невдало.
У 2010 році закінчив кар'єру, щоб грати за французький аматорський клуб «Олімпік» (Сен-Дізьє), перш ніж знову «повісив бутси на цвях» у 2011 році.

## Кар'єра в збірній
Зіграв декілька матчів за молодіжну збірну Камеруну, 23 квітня 2000 року провів свій єдиний поєдинок за національну збірну Камеруну, в переможному (3:0) поєдинку кваліфікації чемпіонату світу 2002 року проти Сомалі на Стад Ахмаду Ахіджо, в якому на 51-й хвилині замінив П'юс Ндієфі.
Сімон Атангана претендував на участь у збірній Камеруну на літніх Олімпійських іграх 2000 року в Сіднеї, але натомість вирішив зосередитися на своїй клубній кар’єрі в «Данді Юнайтед». Золоту медаль отримав Камерун.

## Особисте життя
Дружина — Марія-Патрісія, подружжя виховує сина та доньку.

## Клубна статистика
| Клуб                 | Сезон             | Ліга                   | Ліга  | Ліга | Нац. кубок | Нац. кубок | Кубок ліги | Кубок ліги | Загалом | Загалом |
| Клуб                 | Сезон             | Дивізіон               | Матчі | Голи | Матчі      | Голи       | Матчі      | Голи       | Матчі   | Голи    |
| -------------------- | ----------------- | ---------------------- | ----- | ---- | ---------- | ---------- | ---------- | ---------- | ------- | ------- |
| «Данді Юнайтед»      | 2000–01           | Прем'єр-ліга Шотландії | 11    | 0    | 0          | 0          | 1          | 0          | 12      | 0       |
| «Данді Юнайтед»      | 2001–02           | Прем'єр-ліга Шотландії | 0     | 0    | 0          | 0          | 0          | 0          | 0       | 0       |
| «Данді Юнайтед»      | Загалом           | Загалом                | 11    | 0    | 0          | 0          | 1          | 0          | 12      | 0       |
| «Порт Вейл» (оренда) | 2001–02           | Другий дивізіон        | 2     | 0    | 0          | 0          | 0          | 0          | 2       | 0       |
| «Колчестер Юнайтед»  | 2002–03           | Другий дивізіон        | 6     | 0    | 1          | 0          | 0          | 0          | 7       | 0       |
| «Галстід Таун»       | 2003–04           | Головна ліга Ессекса   | 19    | 10   |            |            | –          | –          | 19      | 10      |
| «Промінь-Енергія»    | 2004              | Перший дивізіон Росії  | 37    | 11   |            |            | –          | –          | 37      | 11      |
| «Локомотив» (Мінськ) | 2005              | Вища ліга Білорусі     | 10    | 5    |            |            | –          | –          | 10      | 5       |
| «Терек» (Грозний)    | 2005              | Прем'єр-ліга Росії     | 9     | 2    | 0          | 0          | –          | –          | 9       | 2       |
| «Терек» (Грозний)    | 2006              | Перший дивізіон Росії  | 31    | 5    | 3          | 1          | –          | –          | 34      | 6       |
| «Терек» (Грозний)    | Загалом           | Загалом                | 40    | 7    | 3          | 1          | –          | –          | 43      | 8       |
| Усього за кар'єру    | Усього за кар'єру | Усього за кар'єру      | 125   | 33   | 4          | 1          | 1          | 0          | 130     | 34      |

## Титули і досягнення
- Переможець Всеафриканських ігор: 1991